# Lukáš Klein
Lukáš Klein (22 de marzo de 1998) es un tenista eslovaco. Actualmente ocupa el puesto 162 del ranking ATP.
En dobles, el ranking más alto de su carrera es el 240 alcanzado el 5 de abril de 2021.
Klein hizo su debut en el cuadro principal de la ATP como clasificado en el Abierto de Argentina 2021 y llegó a la segunda ronda al derrotar a su compatriota Andrej Martin.
Klein ha ganado 1 título de dobles ATP Challenger en La Manche 2021 con su compatriota Alex Molčan.

## Títulos ATP Challenger (2; 2+0)

### Individuales (1)
| N.º | Fecha              | Torneo                  | Superficie    | Oponente en la final | Resultado |
| --- | ------------------ | ----------------------- | ------------- | -------------------- | --------- |
| 1.  | 29 de mayo de 2022 | Challenger de Troisdorf | Tierra batida | Zizou Bergs          | 6-2, 6-4  |

### Dobles (1)
| N.º | Fecha                 | Torneo                  | Superficie | Pareja      | Oponentes en la final         | Resultado        |
| --- | --------------------- | ----------------------- | ---------- | ----------- | ----------------------------- | ---------------- |
| 1.  | 13 de febrero de 2021 | Challenger de Cherburgo | Dura (i)   | Alex Molčan | Antoine Hoang Albano Olivetti | 1-6, 7-6, [10-6] |

## Finales de Grand Slam Junior

### Dobles masculinos: 1 (1 subcampeón)
| Resultado  | Año  | Torneo               | Superficie | Pareja      | Adversario                 | Puntaje           |
| ---------- | ---- | -------------------- | ---------- | ----------- | -------------------------- | ----------------- |
| Subcampeón | 2016 | Abierto de Australia | Dura       | Patrik Rikl | Alex De Miñaur Blake Ellis | 6–3, 5–7, [10–12] |